# BBGKY階級方程式
多くの粒子からなる系を考えると、その時間発展は古典系ではリウヴィル方程式に支配される。この方程式は多粒子系の分布関数に従うものである。粒子数がNである系を考えると、分布関数はこれらの粒子の座標と運動量の関数であるが、ある粒子の自由度のみを残して他のN−1個の粒子の変数を消去（積分）してしまうと、一体の分布関数が得られる。この一体分布関数の時間発展を記述する式はリウヴィル方程式から得られる。
ところで多粒子系は一般に粒子間の相互作用を含むので、一体の分布関数の運動を追うと二体の分布関数が現れ、二体の運動は三体と結びつく、というように分布関数の一連の鎖ができてしまう。この方程式の集まりをBBGKY階級方程式と呼ぶ。名前の由来は、この方程式系の研究に関係した人々（Bogoljubov-Born-Green-Kirkwood-Yvon）の頭文字である。
量子系を扱っても同じような事情が現れるが、この際には「分布関数」の定義などが多少とも面倒になる。さらに実際にこの方程式系を解くというのは難しいことなので、通常用いられるのは高次の関数を低次のもので近似するという手法である。それも鎖のごく初めの部分でこのような近似が用いられることが多い。